# Joan Jablonowski
Joan Estanislau Jablonowski (en polonès Jan Stanisław Jabłonowski) va néixer a Cracòvia (Polònia) cap al 1600 i va morir a Varsòvia el 23 de maig de 1647. Era un polític polonès, fill de Maciej Jablonowski (1569-1619) i de Caterina Klomnicka (1570-1621).
Va ser President del Parlament de la República de les Dues Nacions el 1637 i el 1640.

## Matrimoni i fills
El 1630 es va casar amb Anna Ostrorog (1610-1648), filla de l'escriptor i també polític Joan Ostrorog (1565-1622) i de Sofia Zaslawaka (1580-1641). Fruit d'aquest matrimoni nasqueren:
- Estanislau Joan (1634-1702), casat amb Marianna Kazanowska (1643-1687).
- Sofia (1636-1701), casada amb Joan Francesc Dzieduszycki.
- Caterina (1638-1688), casada amb Christopher Jabłonowska Jodorkovsky.